# Миналь, Жан-Фредерик
Жан Фредерик Миналь (фр. Jean Frédéric Minal; 1765—1817) — французский военный деятель, полковник (1806 год), барон (1810 год), участник революционных и наполеоновских войн.

## Биография
Родился в семье производителя чулок Габриэля Миналя (фр. Gabriel Minal; 1723—1777) и его супруги Маргариты Нобло (фр. Henriette Marguerite Noblot; 1723—). 4 декабря 1788 года женился в Эрикуре на Катрине Гогель (фр. Catherine Marguerite Goguel; 1763—1840), от которой имел двоих сыновей, сделавших военную карьеру при Империи: Пьер (фр. Pierre Fréderic Minal; 1789—1882), 2-й барон Миналь, командир батальона, ветеран сражений при Йене, Эйлау, Ваграме, Бородино, Баутцене и Ватерлоо, легионер Почётного легиона (6 июля 1809 года), офицер Почётного легиона (30 апреля 1815 года) и Жорж (фр. Georges Fréderic Minal; 1791—1884), капитан жандармерии, легионер Почётного легиона (3 декабря 1813 года).
Начал военную службу 16 декабря 1782 году простым солдатом в пехотном полку Сальм-Сальм. 3 мая 1785 году вышел в отставку. 29 июля 1792 года вернулся к службе и был избран сослуживцами капитаном 6-го батальона волонтёров департамента Верхняя Сона. Под командой генералов Бёрнонвиля, Ушара и Гоша участвовал в кампаниях 1792-94 годов в составе Мозельской армии. 20 июня 1795 года был произведён в командиры батальона, и возглавил 1-й батальон 83-й полубригады линейной пехоты в Самбро-Маасской армии генерала Журдана. Отличился 15 июня 1796 года при Вецларе, во главе своего батальона противодействовал маршу противника, имевшего серьёзное численное превосходство. Через три дня, в битве при Улькраце, он выступил против редутов, защищаемых значительными силами: несмотря на град картечи, он дошёл пешком до частоколов и стремительно атаковал противника, со стороны которого встретил энергичное сопротивление. Солдаты 83-го полка проявили чудеса доблести; трижды они отбирали своё знамя, отнятое у них в рукопашной схватке, пятнадцать унтер-офицеров погибли, защищая его, и оно осталось во власти австрийцев только тогда, когда было превращено в клочья. Во время этого боя самому бесстрашному Миналю пришлось сражаться с тремя гусарами. После этого подвига на штандарте его батальона по приказу генералов Клебера и Леваля была вышита почётная надпись: «Награда за доблесть 1-му батальону 83-й полубригады» (фр. Recompense a la valeur du 1er bataillon de la 83e demi-brigade). Вытесненные со своих позиций у Улькратца, австрийцы численностью двадцать тысяч человек заняли высокое плато над Альтенкиркеном. Клебер решил их прогнать: приказав Миналю выдвинуться с двумя ротами для обхода позиции, он сам встал во главе кавалерии и направился через Альтенкирхен, чтобы одновременно атаковать фронт противника, который в этом комбинированном движении должен был быть взят как в голову, так и в тыл. Для исполнения этого приказа бесстрашному Миналю пришлось переправиться через широкий и глубокий ручей: он бросился туда первым, его примеру последовали храбрецы, и вскоре он очутился вместе с ними у подножия высот, так сказать неприступных, на которые узкая и трудная тропа позволяла им подняться лишь поодиночке. Несмотря на пыл его отряда, препятствий было слишком много, чтобы марш в такой позиции был быстрым. Клебер, не предвидевший этой задержки, подошёл к позиции слишком рано; он был отбит австрийской кавалерией, отрезан от пути к отступлению к деревне и вынужден со всей поспешностью бежать в ту сторону, с которой должны были прибыть две роты Миналя, единственная помощь, на которую он мог рассчитывать в такой критической ситуации. Достигнув места, где он ожидал встретить это подкрепление, Клебер, ещё не видя его, решил дождаться его. Он приказал остановить свою кавалерию: именно тогда с генералами Лефевром, Левалем и д'Опулем он удвоил свои усилия. Каждый в этом случае поплатился своей личностью: мы видели, как эти воины во главе офицеров своего штаба с саблями в руках поддерживали удар австрийских колонн и приостанавливали на мгновение ход этой грозной массы, которая угрожала их раздавить. Однако, подавленные численностью, они уже собирались спешиться и готовы были броситься в овраг, как вдруг появился Миналь, которого они позвали громкими криками, с несколькими гренадерами, которых он поспешно поставил между лошадьми нашей кавалерии, откуда он почти в упор открыл такой живой и точный огонь, что австрийцы, удивлённые и напуганные столкновением с пехотой в тот момент, когда они меньше всего этого ожидали, в величайшем беспорядке обратились в бегство и дезорганизовали полк, который выстроился в линию позади них. Атакованный почти одновременно двумя ротами Миналя, этот полк потерпел поражение и был вынужден сложить оружие. 25 марта 1799 года в сражении при Энгене Миналь проявил самую блестящую храбрость. 13 июля 1800 года при Фельдкирхе во главе трёх рот захватил редут, обороняемый более чем двумястами австрийцами, и взял пятьдесят пленных. 24 сентября 1803 года 83-я полубригада была расформирована, а 1-й батальон Миналя включён в состав 3-го полка линейной пехоты полковника Мутона.
30 августа 1805 года Миналь пошёл на повышение, и возглавил батальон в полку пеших егерей Императорской гвардии. Участвовал в Австрийской кампании 1805 года.
9 марта 1806 года награждён чином полковника с назначением командиром 23-го полка линейной пехоты. В составе пехотной дивизии Лористона, которая была частью Армии Далмации генерала Мармона, участвовал в захвате Каттаро, отличился при обороне Рагузы, где 5 июля 1806 года во главе 600 вольтижёров и 40 стрелков батальона Восточных егерей атаковал и обратил в бегство 3000 русских и черногорцев, захватив 5 пушек, весь багаж и военную амуницию. Неприятеля спасли корабли, на которые он успел погрузиться. Своими умелыми действиями Миналь снял осаду с Рагузы и первым вошёл в город. 30 мая 1807 года участвовал в сражении при Кастель-Нуово, где ещё больше укрепил свою военную репутацию. Там он проявил героическое мужество и мастерство, которые так сильно способствовали успеху армии, которой командовал Мармон. Генерал сказал ему по этому поводу: «Полковник, я могу Вас упрекнуть только в одном: Вы слишком рано разгромили врага, иначе у нас было бы ещё несколько сотен пленных». Под началом генерала Клозеля принимал участие в Австрийской кампании 1809 года. 1 мая 1809 года в бою при Гроцшаце во главе двух рот своего полка сдерживал напор всей австрийской армии в течение пяти часов, причём получил семь штыковых ранений, но не оставил строя. Ещё не оправившись от ранений, сражался 5-6 июля при Ваграме и 10-11 июля при Цнайме.
22 сентября 1810 года, из-за последствий 15 ранений, полученных во время службы, один из лучших и храбрейших полковников армии вышел в отставку. 11 февраля 1811 года был реально освобождён от обязанностей командира 23-го линейного полка. Умер 27 марта 1817 года в Эрикуре в возрасте 51 года. Его последними словами были пожелания славы и счастья своей стране.

## Воинские звания
- Солдат (16 декабря 1782 года);
- Капитан (29 июля 1792 года);
- Командир батальона (20 июня 1795 года);
- Командир батальона гвардии (30 августа 1805 года);
- Полковник (9 марта 1806 года).

## Титулы
- Барон Миналь и Империи (фр. baron Minal et de l'Empire; декрет от 15 августа 1809 года, патент подтверждён 9 сентября 1810 года в Сен-Клу)[2][3].

## Награды
Легионер ордена Почётного легиона (14 июня 1804 года)
 Офицер ордена Почётного легиона (14 марта 1806 года)